# (3969) Rossi
(3969) Rossi (1978 TQ8) – planetoida z pasa głównego asteroid okrążająca Słońce w ciągu 3,31 lat w średniej odległości 2,22 j.a. Odkryta 9 października 1978 roku.